# Uraiaga
Urállaga (en euskera: Uraiaga) es un barrio del municipio de Galdames, en la provincia de Vizcaya. En la actualidad, consta de tres viviendas en aparente estado de abandono, aunque alguna de ellas está ocupada por el movimiento okupa, y ruinas de antiguas casas. 

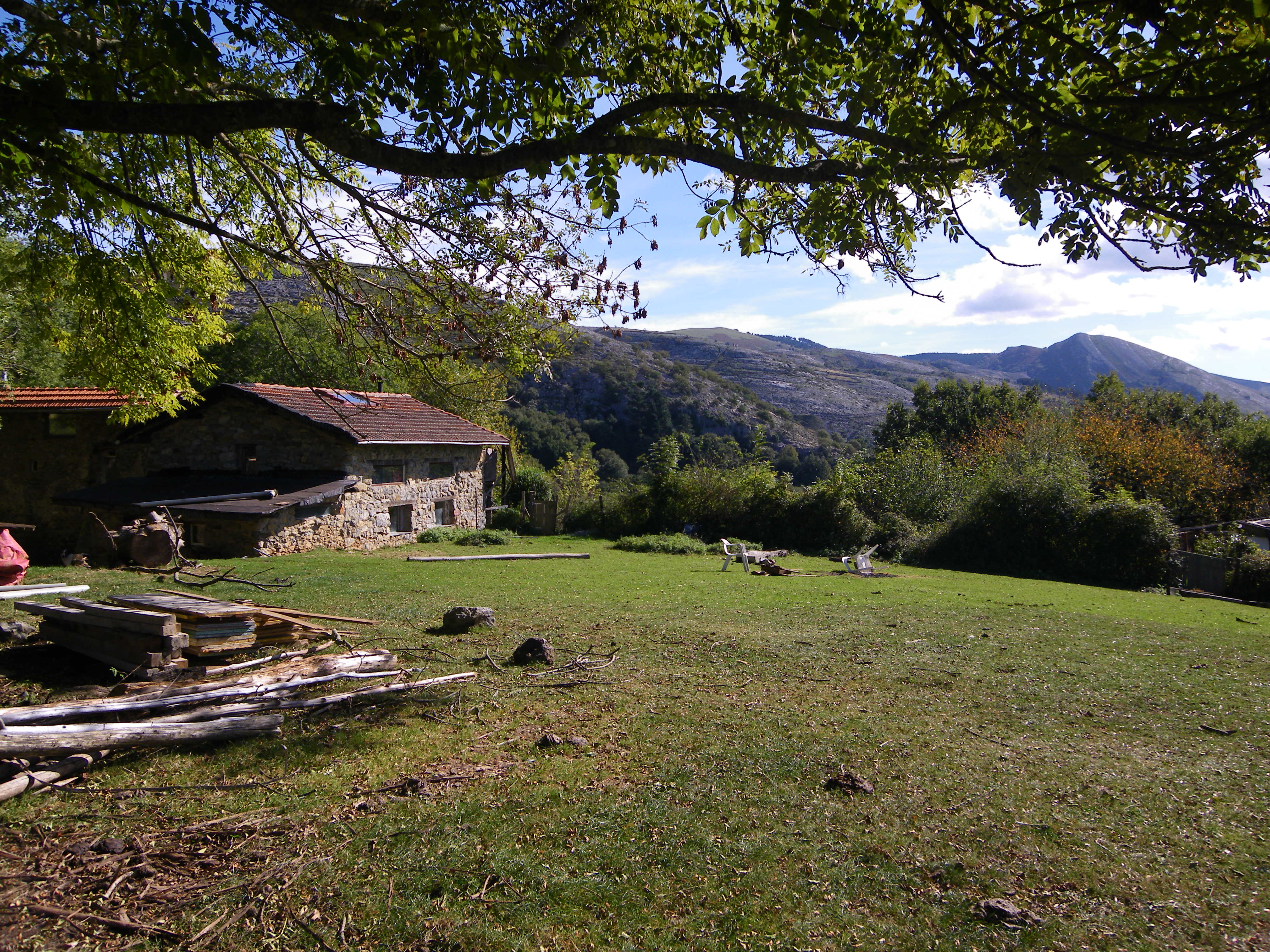
Vista desde el barrio de Urállaga/Uraiaga

Cerca del núcleo del barrio se halla la Cueva de Urállaga, también llamada Cueva de la Magdalena, debido a que en su interior se encuentra una ermita consagrada a la advocación católica de María Magdalena. Todos los años, cada 22 de julio se celebra una romería en su honor, con una misa en el interior de la cavidad, frente a la ermita, y una fiesta en la campa adyacente al barrio de Urállaga.
- Datos: Q18286591
- Multimedia: Uraiaga / Q18286591